# Pteropus macrotis
Pteropus macrotis es una especie de murciélago de la familia Pteropodidae.

## Distribución geográfica
Se encuentran en Nueva Guinea.